# Louis-Guillaume Piéchaud
Pour les articles homonymes, voir Piéchaud.
Ne doit pas être confondu avec le designer Guillaume Piéchaud.
Pour les autres membres de la famille, voir Famille Piéchaud.
Louis-Guillaume Piéchaud né à Bressuire (Deux-Sèvres) le 27 mai 1975, est un orfèvre liturgique français.

## Biographie
Arrière-petit-fils du sculpteur allemand Anton Nagel, formé par son père Stephan Piéchaud et son grand-père Dominique Piéchaud, il entre dans l'atelier familial des Tailleurs d'images à seize ans en 1991. Il se spécialise en orfèvrerie et en art liturgique.
Installé à Villefagnan, il réalise des commandes uniques pour des clients essentiellement ecclésiastiques.
En 2015, il est honoré du label d'entreprise du patrimoine vivant.
Ses œuvres sont dans de nombreuses églises et servent au culte catholique.

## Œuvres
- Chapelle de l’hôtellerie de la Sainte-Baume, Provence.
- Reliquaire des saints Louis et Zélie Martin, musée de l'Hospice du Grand-Saint-Bernard (Suisse)[4].
- Reliquaire de Jean-Paul II et Mère Teresa, l’Île-Bouchard, 2016[5].
- Reliquaire de la Tunique du Christ, Argenteuil, Val-d'Oise.
- Autel de l'église Saint-Étienne, Esse, Charente.
- Couronnes de la statue de la Vierge aux Clés de Notre-Dame la Grande à Poitiers.
- Ostensoir pour l'église Notre-Dame-de-La-Salette de Paris.
- Baptistère de l'église Saint-Pierre, Cerizay, Deux-Sèvres.
- Crosse de Monseigneur François Kalist.
- Copie du bouclier de Brennus[6]
- Couronne de la Vierge noire, Rocamadour.
- Croix pectorale, anneau épiscopal et crosse de Monseigneur Emmanuel Gobilliard, évêque auxiliaire de Lyon.
- Crosse et anneau épiscopal de Monseigneur Jean-Luc Garin, évêque de Saint-Claude (Jura), 2021[7].
- Croix pectorale, anneau épiscopal et crosse de Monseigneur Bruno Valentin.
- Croix axiale de la basilique Saint-Seurin de Bordeaux, avec Augustin Frison-Roche.
- Reliquaire du Bienheureux André Abellon. (Couvent des Dominicaines de Saint-Maximin)
- Croix pectorale, anneau épiscopal et crosse de Monseigneur Matthieu Dupont.
- Croix pectorale, anneau épiscopal et crosse de Monseigneur Alexandre de Bucy.
- Autel et ambon de la basilique Saint-Denys d'Argenteuil, 2025[8].
- Croix-reliquaire contenant une relique du Bienheureux Maurice Tornay pour l'Hospice du Grand-Saint-Bernard (Suisse)